# Earl Motor Car Company
Earl Motor Car Company war ein US-amerikanischer Hersteller von Automobilen.

## Unternehmensgeschichte
Das Unternehmen wurde im Sommer 1907 in Kenosha in Wisconsin gegründet. Nach eigenen Angaben hatten die Inhaber bereits 1904 in Milwaukee die Entwicklung von Fahrzeugen aufgenommen und 1905 ein Fahrzeug auf die Straße gebracht. Aber erst 1907 in Kenosha begann die Produktion und Vermarktung von Automobilen unter dem Markennamen Earl. 1908 endete die Produktion. Die Petrel Motor Car Company übernahm die Fabrik.
Es gab keine Verbindung zur Earl Motor Manufacturing Company, die Jahre später den gleichen Markennamen verwendete.

## Fahrzeuge
1907 gab es nur den 15 HP. Der Zweizylindermotor mit 15 PS Leistung trieb über ein Friktionsgetriebe und eine Kette die Hinterachse an. Das Fahrgestell hatte 254 cm Radstand. Der Aufbau als Roadster bot Platz für zwei Personen.
1908 wurde daraus der 18 HP. Die Motorleistung war auf 18 PS gesteigert worden. Der Radstand blieb unverändert. Der Roadster erhielt den Beinamen Tiger. Außerdem gab es den 20 HP. Er hatte einen Vierzylindermotor mit 22 PS Leistung. Der Radstand betrug 269 cm. Das Fahrzeug war als Roadster mit Notsitz und als viersitziger Tourenwagen erhältlich.

## Modellübersicht
| Jahr | Modell | Zylinder | Leistung (PS) | Radstand (cm) | Aufbau                                     |
| ---- | ------ | -------- | ------------- | ------------- | ------------------------------------------ |
| 1907 | 15 HP  | 2        | 15            | 254           | Roadster 2-sitzig                          |
| 1908 | 18 HP  | 2        | 18            | 254           | Tiger Roadster 2-sitzig                    |
| 1908 | 22 HP  | 4        | 22            | 269           | Rumble-Seat Roadster, Tourenwagen 4-sitzig |